# エンリケ1世 (ポルトガル王)
エンリケ1世（ポルトガル語: Henrique I, 1512年1月31日 - 1580年1月31日）は、ポルトガル王国アヴィス朝の国王（在位：1578年 - 1580年）。「枢機卿王」（o Rei-Cardeal）あるいは「純潔王」（o Casto）と呼ばれる。マヌエル1世と2番目の王妃マリア・デ・アラゴン（アラゴン王フェルナンド2世とカスティーリャ女王イサベル1世の娘）の息子で、ジョアン3世の弟。

## 生涯
エンリケは王位に即くとは思われておらず、ブラガ大司教、エヴォラ大司教、異端審問所長官を経て枢機卿となった。また、植民地に派遣するためイエズス会士をポルトガルへ招こうと努力した。
1555年からエンリケは又甥セバスティアン王の摂政となり、セバスティアンが1578年にアルカセル・キビールの戦いで戦死すると王位を嗣いだ。王家の維持のためにエンリケ1世は聖職を辞して結婚相手を探そうとしたが、ハプスブルク家の影響下にあった教皇グレゴリウス13世はそれを認めなかった。
次期王位継承候補者となったのは、マヌエル1世の4人の孫と1人の曾孫であった。
- クラト修道院長アントニオ - エンリケの兄ベージャ公ルイスの庶子。
- ブラガンサ公妃カタリナ - エンリケの弟ギマランイス公ドゥアルテの娘。ポルトガル王女の称号を有した。
- スペイン（カスティーリャ＝レオン）王フェリペ2世 - エンリケの長姉イザベルの子。
- サヴォイア公エマヌエーレ・フィリベルト - エンリケの次姉ベアトリスの子。
- パルマ公子ラヌッチョ・ファルネーゼ - ブラガンサ公妃カタリナの姉マリアの長子。

このうち国民の支持を集めていたのは修道院長アントニオであったが、エンリケ1世はブラガンサ公妃を支持していた。フェリペ2世はエンリケ王に働きかける他、主だったポルトガルの貴族、聖職者、官僚に賄賂をばらまいた。カタリナの夫ブラガンサ公ジョアン1世は、曾祖父フェルナンド2世（マヌエル1世の姉イザベルの夫であった）がジョアン2世に処刑された先例があり、フェリペ2世と張り合うことを望まなかった（後に孫のジョアン4世がハプスブルク家の支配からの独立を勝ち取ってブラガンサ朝を興す）。また、サヴォイア公とパルマ公（ラヌッチョの父アレッサンドロ）はスペイン王に仕える身であり、自身あるいは息子の王位継承に名乗りを上げなかった。
1580年1月11日、自身で決断のできないエンリケ王がアルメリンでコルテス（身分制議会）を招集した。フェリペ2世は自分が選ばれると期待していたが、外国人支配を嫌う雰囲気の中で多数を制することができなかった。
1580年1月31日、エンリケ1世は後継者を定めることなく死去した。7月24日、セバスティアン戦死のときにも王位を請求していたアントニオは即位を宣言した。しかし11月、フェリペ2世は王位を請求してアルバ公フェルナンド・アルバレス・デ・トレドを派遣した。リスボンはたちまち陥落してアントニオはアゾレス諸島へ退却し、ポルトガルとスペインが合同しないという条件の下、フェリペはフィリペ1世としてポルトガル王に即位した。その後1640年まで、スペインとポルトガルはハプスブルク家の王を戴く同君連合となった。